# Сім лип
Сім лип — ботанічна пам'ятка природи місцевого значення в Україні. Об'єкт природно-заповідного фонду Житомирської області. 
Розташована в межах Черняхівського району Житомирської області, в селі Корчівка (північно-східна околиця). 
Площа 0,15 га. Статус отриманий у 2000 році. Перебуває у віданні Сліпчицької сільської ради. 
Статус надано для збереження семи екземплярів липи серцелистої віком 170 р. та одного дуба черешчатого, молодшого за віком. Висота лип близько 20 м, обхват стовбура на висоті 1,3 м — 2-3 м. Дерева є залишком колишнього панського двору Нікодима Бродовича. 